# Diócesis de Simla y Chandigarh
La diócesis de Simla y Chandigarh (en latín: Dioecesis Simlensis et Chandigarhensis y en inglés: Roman Catholic Diocese of Simla and Chandigarh) es una circunscripción eclesiástica de la Iglesia católica en India. Se trata de una diócesis latina, sufragánea de la arquidiócesis de Delhi. Desde el 10 de febrero de 2009 su obispo es Ignatius Loyola Mascarenhas.

## Territorio y organización
La diócesis tiene 83 560 km² y extiende su jurisdicción sobre los fieles católicos de rito latino residentes en el estado de Himachal Pradesh en los distritos de: Kinnaur, Lahaul y Spiti, Kullu, Mandi, Bilaspur, Shimla, Solan y Sirmaur. En el estado de Haryana en los distritos de: Panchkula, Ambala, Yamuna Nagar, Kurukshetra, Karnal, Panipat, Kaithal, Jind, Hisar, Bhiwani y Sirsa. En el estado de Punyab los distritos de: Patiala, Sangrur, Mansa, Bathinda, Fatehgarh Sahib y Rupnagar Punjab. Comprende además el Territorio de Chandigarh.
La sede de la diócesis se encuentra en la ciudad de Shimla (o Simla), en donde se halla la Catedral de los Santos Miguel y José. En Chandigarh se encuentra la Concatedral de Cristo Rey.
En 2020 en la diócesis existían 57 parroquias.

## Historia
La diócesis de Simla fue erigida el 4 de junio de 1959 con la bula Indicae genti del papa Juan XXIII, tras la división de la arquidiócesis de Delhi y Simla, de donde también se originó la arquidiócesis de Delhi.
Con un decreto de la Congregación de Propaganda Fide del 12 de mayo de 1964 asumió la denominación de diócesis de Simla y Chandigarh.

## Estadísticas
Según el Anuario Pontificio 2021 la diócesis tenía a fines de 2020 un total de 21 275 fieles bautizados.
| Año                                                                             | Población            | Población  | Población      | Sacerdotes | Sacerdotes    | Sacerdotes    | Bautizados por sacerdote | Diáconos permanentes | Religiosos | Religiosos | Parroquias |
| Año                                                                             | Bautizados católicos | Total      | % de católicos | Total      | Clero secular | Clero regular | Bautizados por sacerdote | Diáconos permanentes | Varones    | Mujeres    | Parroquias |
| ------------------------------------------------------------------------------- | -------------------- | ---------- | -------------- | ---------- | ------------- | ------------- | ------------------------ | -------------------- | ---------- | ---------- | ---------- |
| 1970                                                                            | 4570                 | 6 000      | 0.1            | 33         | 18            | 15            | 138                      |                      | 32         | 123        | 12         |
| 1980                                                                            | 4541                 | 25 750 000 | 0.0            | 29         | 15            | 14            | 156                      |                      | 26         | 162        | 16         |
| 1990                                                                            | 9967                 | 30 512 000 | 0.0            | 55         | 26            | 29            | 181                      |                      | 37         | 167        | 27         |
| 1995                                                                            | 10 600               | 18 000     | 0.1            | 63         | 23            | 40            | 168                      |                      | 48         | 190        | 34         |
| 2000                                                                            | 13 500               | 19 000     | 0.1            | 86         | 33            | 53            | 156                      |                      | 59         | 239        | 42         |
| 2001                                                                            | 13 300               | 19 000     | 0.1            | 91         | 32            | 59            | 146                      |                      | 65         | 263        | 40         |
| 2002                                                                            | 12 598               | 17 000     | 0.1            | 93         | 40            | 53            | 135                      |                      | 58         | 263        | 42         |
| 2003                                                                            | 12 610               | 17 006 000 | 0.1            | 93         | 40            | 53            | 135                      |                      | 60         | 270        | 42         |
| 2004                                                                            | 12 750               | 17 106 000 | 0.1            | 96         | 40            | 56            | 132                      |                      | 63         | 280        | 42         |
| 2010                                                                            | 14 780               | 18 670 000 | 0.1            | 103        | 48            | 55            | 143                      |                      | 58         | 280        | 49         |
| 2014                                                                            | 18 135               | 20 189 897 | 0.1            | 126        | 54            | 72            | 143                      |                      | 76         | 316        | 55         |
| 2017                                                                            | 20 669               | 20 820 950 | 0.1            | 136        | 62            | 74            | 151                      |                      | 88         | 370        | 56         |
| 2020                                                                            | 21 275               | 21 533 000 | 0.1            | 135        | 61            | 74            | 157                      |                      | 78         | 370        | 57         |
| Fuente: Catholic-Hierarchy, que a su vez toma los datos del Anuario Pontificio. |                      |            |                |            |               |               |                          |                      |            |            |            |

## Episcopologio
- John Burke † (4 de junio de 1959-3 de agosto de 1966 renunció)
- Alfred Fernández † (13 de abril de 1967-25 de junio de 1970 nombrado obispo de Allahabad)
- Gilbert Blaize Rego † (11 de marzo de 1971-10 de noviembre de 1999 retirado)
- Gerald John Mathias (22 de diciembre de 1999-8 de noviembre de 2007 nombrado obispo de Lucknow)
- Ignatius Loyola Mascarenhas, desde el 10 de febrero de 2009